# بير سفينسون (لاعب هوكي الجليد)
بير سفينسون (بالسويدية: Per Svensson)‏ هو لاعب هوكي الجليد سويدي، ولد في 10 أكتوبر 1988 في السويد.

## وصلات خارجية
- بير سفينسون على موقع EliteProspects.com (الإنجليزية)
- بير سفينسون على موقع HockeyDB.com (الإنجليزية)